# ورزشگاه یو نیسی
ورزشگاه یو نیسی (انگلیسی: Stadion u Nisy) یک ورزشگاه تمام‌صندلی فوتبال در شهر  لیبرتس، کشور جمهوری چک است. این ورزشگاه در سال ۱۹۳۳ افتتاح شده‌است و ظرفیت آن ۹٬۹۰۰ نفر است. بازی‌های خانگی باشگاه فوتبال اسلوان لیبرتس و بازی‌های منتخب تیم ملی فوتبال جمهوری چک در این ورزشگاه برگزار می‌شود. این ورزشگاه به نام رودخانه لوسیشن نایسه نام‌گذاری شده‌است که درست در پشت ضلع شمالی قرار دارد.